# Werneria pygmaea
Werneria pygmaea là một loài thực vật có hoa trong họ Cúc. Loài này được Gillies ex Hook. & Arn. miêu tả khoa học đầu tiên năm 1841.